# Gran Premi d'Austràlia del 2023
El Gran Premi d'Austràlia de Fórmula 1, tercera cursa de la temporada 2023, es disputà al Circuit d'Albert Park a Melbourne del 31 de març al 2 d'abril del 2023.

## Qualificació
La qualificació fou el dia 1 d'abril.
| Pos.                | Nº | Pilot            | Equip/Motor           | Part 1   | Part 2   | Part 3   | Graella |
| ------------------- | -- | ---------------- | --------------------- | -------- | -------- | -------- | ------- |
| 1                   | 1  | Max Verstappen   | Red Bull-RBPT         | 1:17.384 | 1:17.056 | 1:16.732 | 1       |
| 2                   | 63 | George Russell   | Mercedes              | 1:17.654 | 1:17.513 | 1:16.968 | 2       |
| 3                   | 44 | Lewis Hamilton   | Mercedes              | 1:17.689 | 1:17.551 | 1:17.104 | 3       |
| 4                   | 14 | Fernando Alonso  | Aston Martin-Mercedes | 1:17.832 | 1:17.283 | 1:17.139 | 4       |
| 5                   | 55 | Carlos Sainz Jr. | Ferrari               | 1:17.928 | 1:17.349 | 1:17.270 | 5       |
| 6                   | 18 | Lance Stroll     | Aston Martin-Mercedes | 1:17.873 | 1:17.616 | 1:17.308 | 6       |
| 7                   | 16 | Charles Leclerc  | Ferrari               | 1:18.218 | 1:17.390 | 1:17.369 | 7       |
| 8                   | 23 | Alexander Albon  | Williams-Mercedes     | 1:17.962 | 1:17.761 | 1:17.609 | 8       |
| 9                   | 10 | Pierre Gasly     | Alpine-Renault        | 1:18.312 | 1:17.574 | 1:17.675 | 9       |
| 10                  | 27 | Nico Hülkenberg  | Haas-Ferrari          | 1:18.029 | 1:17.412 | 1:17.735 | 10      |
| 11                  | 31 | Esteban Ocon     | Alpine-Renault        | 1:17.770 | 1:17.768 |          | 11      |
| 12                  | 22 | Yuki Tsunoda     | AlphaTauri-RBPT       | 1:18.471 | 1:18.099 |          | 12      |
| 13                  | 4  | Lando Norris     | McLaren-Mercedes      | 1:18.243 | 1:18.119 |          | 13      |
| 14                  | 20 | Kevin Magnussen  | Haas-Ferrari          | 1:18.159 | 1:18.129 |          | 14      |
| 16                  | 21 | Nyck de Vries    | AlphaTauri-RBPT       | 1:18.450 | 1:18.335 |          | 15      |
| 15                  | 81 | Oscar Piastri    | McLaren-Mercedes      | 1:18.517 |          |          | 16      |
| 17                  | 24 | Guanyu Zhou      | Alfa Romeo-Ferrari    | 1:18.540 |          |          | 17      |
| 18                  | 2  | Logan Sargeant   | Williams-Mercedes     | 1:18.557 |          |          | 18      |
| 19                  | 77 | Valtteri Bottas  | Alfa Romeo-Ferrari    | 1:18.714 |          |          | 19      |
| 107% Temps:1:22.800 |    |                  |                       |          |          |          |         |
| NC                  | 11 | Sergio Pérez     | Red Bull-RBPT         | S/Temps  |          |          | 201     |
| Font:               |    |                  |                       |          |          |          |         |

Notes
- ^1 – Sergio Pérez fou autoritzat a participar en la cursa tot i no haver marcat un temps a la primera sessió de la classificació.

## Resultats de la cursa
La cursa tingué lloc el 2 d'abril. Els resultats apareixen a la taula següent:
| Pos.                                                                    | Nº | Pilot            | Equip/Motor           | Voltes | Temps/Retirada | Graella | Punts |
| ----------------------------------------------------------------------- | -- | ---------------- | --------------------- | ------ | -------------- | ------- | ----- |
| 1                                                                       | 1  | Max Verstappen   | Red Bull-RBPT         | 58     | 2:32:38.371    | 1       | 25    |
| 2                                                                       | 44 | Lewis Hamilton   | Mercedes              | 58     | +0.179         | 3       | 18    |
| 3                                                                       | 14 | Fernando Alonso  | Aston Martin-Mercedes | 58     | +0.769         | 4       | 15    |
| 4                                                                       | 18 | Lance Stroll     | Aston Martin-Mercedes | 58     | +3.082         | 6       | 12    |
| 5                                                                       | 11 | Sergio Pérez     | Red Bull-RBPT         | 58     | +3.320         | PL      | 111   |
| 6                                                                       | 4  | Lando Norris     | McLaren-Mercedes      | 58     | +3.701         | 13      | 8     |
| 7                                                                       | 27 | Nico Hülkenberg  | Haas-Ferrari          | 58     | +4.939         | 10      | 6     |
| 8                                                                       | 81 | Oscar Piastri    | McLaren-Mercedes      | 58     | +5.382         | 16      | 4     |
| 9                                                                       | 24 | Guanyu Zhou      | Alfa Romeo-Ferrari    | 58     | +5.713         | 17      | 2     |
| 10                                                                      | 22 | Yuki Tsunoda     | AlphaTauri-RBPT       | 58     | +6.052         | 12      | 1     |
| 11                                                                      | 77 | Valtteri Bottas  | Alfa Romeo-Ferrari    | 58     | +6.513         | PL      |       |
| 12                                                                      | 55 | Carlos Sainz Jr. | Ferrari               | 58     | +6.5942        | 5       |       |
| 133                                                                     | 10 | Pierre Gasly     | Alpine-Renault        | 56     | Col·lisió      | 9       |       |
| 143                                                                     | 31 | Esteban Ocon     | Alpine-Renault        | 56     | Col·lisió      | 11      |       |
| 153                                                                     | 21 | Nyck de Vries    | AlphaTauri-RBPT       | 56     | Col·lisió      | 15      |       |
| 163                                                                     | 2  | Logan Sargeant   | Williams-Mercedes     | 56     | Col·lisió      | 18      |       |
| 173                                                                     | 20 | Kevin Magnussen  | Haas-Ferrari          | 52     | Accident       | 14      |       |
| Ret                                                                     | 63 | George Russell   | Mercedes              | 17     | Motor          | 2       |       |
| Ret                                                                     | 23 | Alexander Albon  | Williams-Mercedes     | 6      | Col·lisió      | 8       |       |
| Ret                                                                     | 16 | Charles Leclerc  | Ferrari               | 0      | Col·lisió      | 7       |       |
| Volta ràpida: — Sergio Pérez (Red Bull-RBPT) – 1:20.235 (a la volta 53) |    |                  |                       |        |                |         |       |
| Font:                                                                   |    |                  |                       |        |                |         |       |

Notes
- ^1  – Inclòs un punt extra per una volta ràpida.
- ^2  – Carlos Sainz Jr. fou penalitzat amb 5 segons al seu temps final per causar una col·lisió amb Fernando Alonso.[6]
- ^3  – Els pilots Pierre Gasly, Esteban Ocon, Nyck de Vries, Logan Sargeant i Kevin Magnussen foren classificats per haver completat més del 90% de la distància de la cursa.

## Classificació després de la cursa
| Pos. | Pilot            | Punts | Canvis |
| ---- | ---------------- | ----- | ------ |
| 1    | Max Verstappen   | 69    | =      |
| 2    | Sergio Pérez     | 54    | =      |
| 3    | Fernando Alonso  | 45    | =      |
| 4    | Lewis Hamilton   | 38    | 1      |
| 5    | Carlos Sainz Jr. | 20    | 1      |

| Pos. | Constructor           | Punts | Canvis |
| ---- | --------------------- | ----- | ------ |
| 1    | Red Bull-RBPT         | 123   | =      |
| 2    | Aston Martin-Mercedes | 65    | =      |
| 3    | Mercedes              | 56    | =      |
| 4    | Ferrari               | 26    | =      |
| 5    | McLaren-Mercedes      | 12    | 5      |